# Okrog, Šentrupert
Okrog este o localitate din comuna Šentrupert, Slovenia, cu o populație de 77 de locuitori.